# Сказка про Комара Комаровича
«Сказка про Комара Комаровича» — советский короткометражный мультфильм, который создал в 1981 году режиссёр Валерий Фомин по мотивам одноимённой сказки Дмитрия Мамина-Сибиряка про то как комары воевали с медведем.

## Сюжет
Стайка комаров прилетела на болото для того чтобы поиграть на скрипках, но жаба, живущая на болоте, поймала одного комарика-девочку, а дирижёр оркестра Комар Комарович её спас.
Тогда жаба начала звать на помощь медведя, играющего на трубе, и наговорила ему, что комары хотят попортить ему шкуру, и медведь начал ужасно громко играть на трубе, чтобы прогнать комариков, хотя Комар Комарович был не из робких, и сам начал гнать медведя с болота.
Стал медведь сражаться с комарами, а жаба пыталась их ещё больше рассорить. В конечном итоге медведь и комарики подружились и стали вместе играть музыкальными инструментами, а жаба нырнула в своё болото.

## Съёмочная группа
| режиссёр                | Валерий Фомин                                                                                       |
| сценарист               | Леонард Толстой                                                                                     |
| художник-мультипликатор | Валерий Фомин                                                                                       |
| xудожники               | Галина Васильева, И. Касаткина, Л. Романова, Ирина Климова, М. Расковалова, Изольда Солодова        |
| оператор                | Николай Грибков                                                                                     |
| композитор              | Владислав Казенин                                                                                   |
| звукооператоры          | Борис Фильчиков, Валерий Суслов                                                                     |
| редактор                | И. Богуславский                                                                                     |
| директор картины        | Ф. Антонов                                                                                          |
| роли озвучивали         | Юрий Волынцев — Медведь, Борис Рунге — Комар, Зинаида Нарышкина — Жаба, Мария Виноградова — Пчёлка. |

## Издание на видео
В 2007 году мультфильм был выпущен на DVD изданием «Крупный План» в сборнике мультфильмов «Про Веру и Анфису» («Про Веру и Анфису», «Вера и Анфиса тушат пожар», «Вера и Анфиса на уроке в школе», «Бурёнушка», «Сказка про Комара Комаровича», «Синюшкин колодец», «Травяная западёнка», «Пингвинёнок», «По щучьему велению»).